# Graevenitz

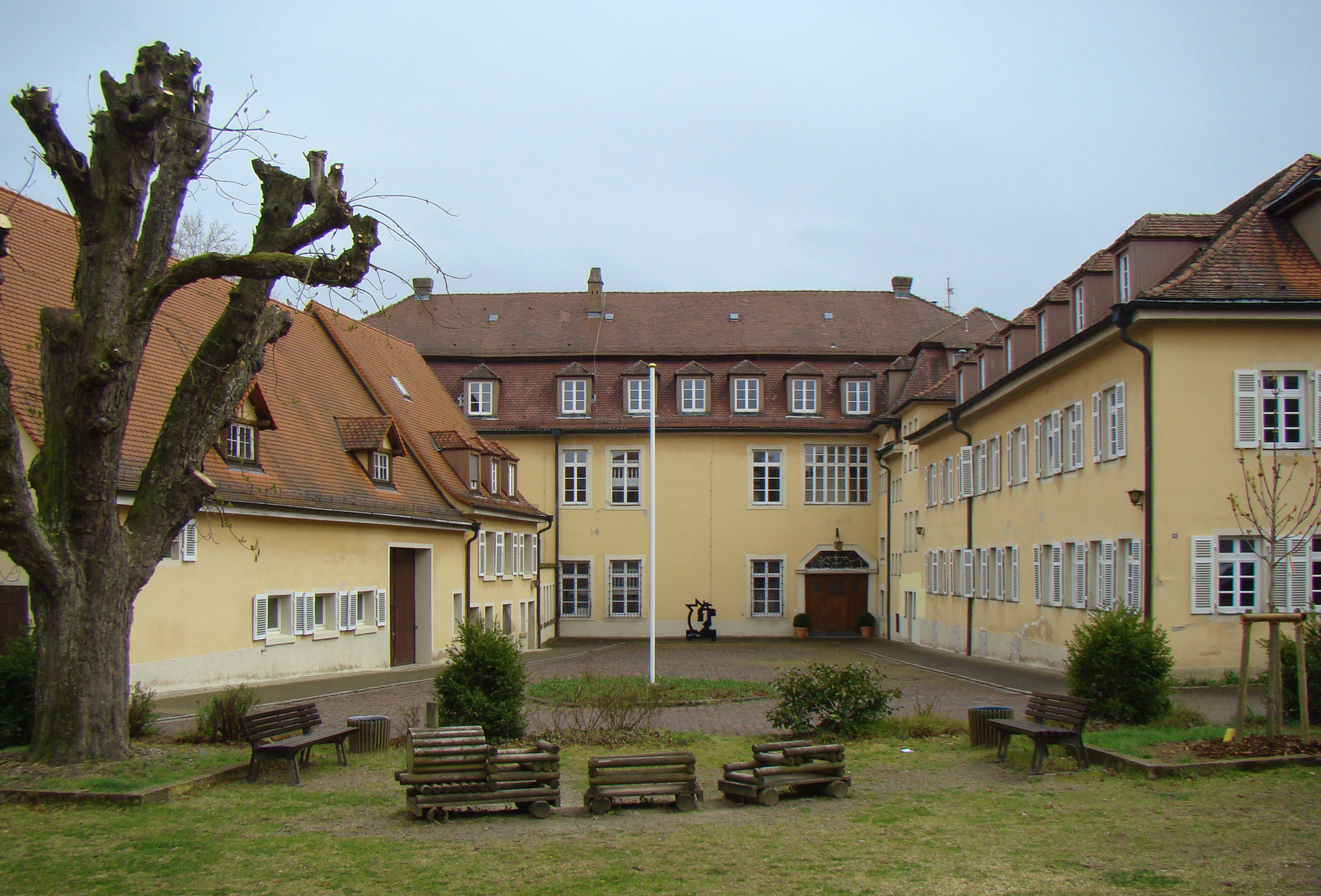
Slot

Grävenitz was de naam van een adellijke familie in Duitsland.
Hertog Everhard Lodewijk van Württemberg schonk de heerlijkheid Welzheim in 1718 aan zijn maîtresse, Wilhelmina van Grävenitz en haar broer Willem Frederik. Deze kregen in 1726 voor de heerlijkheid een zetel en een stem in de Frankische Kreits en in het college van graven in Franken van de Rijksdag. Na de val van Grävenitz in 1734 werd Welzheim bij de domeinen van Württemberg gevoegd.
Van 1711 tot 1764 was de familie lid van het kanton Kocher van de Kreits Zwaben van de Rijksridderschap. Van 1726 tot 1736 gold dat voor Freudenthal.